# Omicidio di Andrea Rocchelli
L'omicidio di Andrea Rocchelli venne commesso il 24 maggio 2014 ad Andreevka, durante la guerra del Donbass nell'est dell'Ucraina. Rocchelli era un giornalista e fotoreporter freelance professionista, membro del collettivo di fotografi indipendenti Cesura. Nel 2020, il processo in Italia a carico del soldato ucraino Vitalij Markiv, con l'accusa di concorso in omicidio, si conclude con l'assoluzione di quest'ultimo per insufficienza di prove. Tale sentenza ha stabilito che Rocchelli fu ucciso da un colpo di mortaio sparato volontariamente da ignoti appartenenti all'esercito ucraino, mentre era impegnato in un reportage sul lato dei separatisti del Donbass.
Nel 2022, secondo un'inchiesta giornalistica andata in onda su Rai News 24, un disertore dell'esercito ucraino, col volto oscurato e anonimizzato, ha accusato il comandante ucraino Mychajlo Zabrods'kyj di aver dato l'ordine di sparare contro il gruppo di civili di cui faceva parte Rocchelli.

## Circostanze dell'omicidio
Rocchelli si trovava in Donbass insieme all'attivista per i diritti umani e interprete Andrej Nikolaevič Mironov per documentare la condizione dei civili durante la guerra in Donbass, scoppiata nel 2014 in Ucraina. In quel momento l'esercito lealista del governo ucraino si confrontava con le milizie dei separatisti che si erano formate nell'est del paese. Nell'ultimo reportage di Rocchelli e Mironov, i due avevano intervistato una famiglia di ucraini che accusavano l'esercito ucraino di sparargli contro, perché li ritenevano separatisti.
Nel pomeriggio del 24 maggio 2014, ad Andreevka, nelle vicinanze di Slov"jans'k, durante una sosta in prossimità di binari abbandonati, il gruppo composto dai fotoreporter Rocchelli, Mironov, il francese William Roguelon, e un autista locale è stato fatto oggetto di un tiro di armi da fuoco leggere e di mortai provenienti dalla collina occupata dalle postazioni ucraine. Il tiro di mortaio, che si è sostenuto abbia ucciso Mironov e Rocchelli e ferito Roguelon, è stato riconosciuto da un tribunale italiano come non accidentale.
Nel maggio 2016 sono state ritrovate le ultime foto scattate da Rocchelli mentre si trovava sotto il fuoco, prima di essere ucciso: queste documentano la durata del bombardamento, la conformazione del luogo ove si trovavano le vittime e il loro abbigliamento civile, con l'assenza di protezioni e di insegne che li distinguessero come giornalisti.

## Vitalij Markiv

### Indagini e arresto
Le autorità italiane hanno rivolto una rogatoria internazionale alle autorità ucraine, cui non è seguito alcun risultato significativo per via della mancata collaborazione delle controparti ucraine. Nel luglio 2016, a seguito della denuncia di un avvocato nominato dalla famiglia Rocchelli, il tribunale ucraino di Slov"jans'k ha condannato lo Stato ucraino per aver violato l'articolo n. 6 della Convenzione europea per la salvaguardia dei diritti dell'uomo e delle libertà fondamentali, definendo "Illegale l'inattività dell'investigatore nei confronti dell'indagine preliminare nel procedimento penale per il fatto di omicidio intenzionale [...] Per violazione dei limiti di tempo ragionevole nell'indagine preliminare per azione dei limiti di tempo ragionevole allo svolgimento al sopralluogo".
William Roguelon, unico sopravvissuto all'attacco fra i giornalisti, ha dichiarato che il gruppo è stato bersagliato da colpi di mortaio e armi automatiche dalla collina Karachun, dove erano stanziati militi della Guardia nazionale dell'Ucraina e dell'esercito ucraino.
Nel luglio 2017 le indagini hanno portato all'arresto di Vitalij Markiv mentre rientrava in Italia con cittadinanza italiana; aveva il grado di vice-comandante della Guardia nazionale ucraina al momento dell'arresto. La difesa di Markiv sostiene che fosse soldato semplice all'epoca dei fatti. Markiv è stato sottoposto a misure di custodia cautelare in carcere in attesa del processo.
Nello stesso mese il vice procuratore generale dell'Ucraina Yevhen Yenin ha dichiarato che i giornalisti sarebbero rimasti uccisi in un bombardamento condotto da "forze terroristiche sostenute dalla Russia".
Nel 2017 la polizia penitenziaria ha scoperto un piano di evasione di Markiv, il quale fu pertanto trasferito nel carcere di Opera.
Le indagini in Italia sono state svolte dalla procura in stretta collaborazione con l'unità investigativa dei carabinieri del Raggruppamento operativo speciale (ROS), e si sono state ufficialmente concluse il 28 febbraio 2018.
Il consigliere del capo del Ministero degli affari interni dell'Ucraina, Anton Heraščenko, ha dichiarato che "la detenzione in Italia di Markiv, un soldato di un battaglione della Guardia nazionale ucraina, con l'accusa di aver ucciso un fotoreporter italiano, potrebbe essere un'altra provocazione dei servizi speciali russi".

### Processo
Il processo si aprì a Pavia nel maggio 2018. Markiv fu anche accusato dentro e fuori l'aula di simpatie neonaziste. Markiv fu difeso dall'avvocato Raffaele della Valle e per la sua innocenza si schierò Emma Bonino insieme con il partito dei Radicali Italiani, i quali ritenevano che il processo fosse di tipo indiziario e che la corte potesse essere influenzata dalla politicizzazione del caso e dalle relazioni fra Italia e Russia, che consideravano costantemente inquinate dall'influenza di Vladimir Putin.
Successivamente all'udienza dell'8 febbraio 2019, l'interprete di lingua ucraina rinunciò all'incarico. La difesa di Markiv richiede l'annullamento di tutto il lavoro svolto nel processo da parte della donna. Un anno dopo, una testimone dichiarò di essere venuta a conoscenza delle reali motivazioni dietro l'abbandono dell'incarico da parte della traduttrice, dichiarando che quest'ultima era stata minacciata al telefono da un ignoto, in lingua ucraina, che le avrebbe chiesto di ritrattare le proprie traduzioni.
Il 12 luglio 2019 la corte penale di Pavia ha giudicato Vitalij Markiv colpevole dell'omicidio di Rocchelli e Mironov e lo ha condannato a 24 anni di reclusione.
L'esito del processo di primo grado ha sollevato perplessità da una parte della stampa italiana  e dal magistrato Enrico Zucca, per le modalità con cui sono state svolte le indagini, per la costruzione dell'ipotesi accusatoria dell'omicidio volontario, per le prove portate dalla procura a sostegno della stessa e per le motivazioni della sentenza.
Il 3 novembre 2020 la Corte d'assise d'appello di Milano, pur ritenendo colpevoli le forze armate ucraine dell'omicidio dei giornalisti,, escludendo alcune testimonianze chiave dall'impianto accusatorio per un vizio di forma processuale, ha assolto Vitalij Markiv per non aver commesso il fatto; lo stesso è stato successivamente scarcerato.
Contro l'assoluzione la procura generale e le parti civili hanno promosso ricorso alla Corte di cassazione, ma il 9 dicembre 2021 questa lo ha ritenuto inammissibile, confermando la sentenza di assoluzione di secondo grado.

### Reazioni
Rocchelli era stato schedato sul sito Myrotvorec', affiliato con il Ministero degli affari interni dell'Ucraina. Sulla foto della sua scheda, consultabile online, i gestori del sito applicarono la scritta rossa in sovraimpressione "Liquidato", riportando inoltre una nota in cui si affermava che il fotoreporter stava "cooperando con organizzazioni terroristiche filo-russe" e che aveva violato il confine di stato dell'Ucraina per penetrare nel territorio occupato da "bande terroristiche russe". Anche sulla scheda di Andrej Mironov fu applicata la medesima scritta "Liquidato", mentre nella nota si specificò che il soggetto "cooperava con i terroristi filo-russi per creare materiale di propaganda anti-ucraino".
Successivamente all'assoluzione di Markiv, il tribunale del distretto di Basmanny a Mosca, in Russia, emanò un ordine di cattura per il militare ucraino con l'accusa dell'omicidio dei due giornalisti.
I genitori del fotoreporter hanno criticato le autorità ucraine per la loro condotta durante il processo a Vitalij Markiv:
(Dalla dichiarazione di Elisa Signori, madre di Andrea Rocchelli.)

## Accuse a Mychajlo Zabrods'kyj del 2022
Nel febbraio 2022, in un'inchiesta andata in onda su Rai News 24, vengono riportate le dichiarazioni di un disertore della 95ª Brigata d'assalto aereo dell'esercito ucraino, fuggito nell'Unione Europea, in cui questi afferma che l'arma impiegata contro il gruppo di giornalisti sarebbe il "2B9 Vasilek", un mortaio automatico capace di sparare quattro colpi in sequenza. Nell'inchiesta vengono riportate le dichiarazioni di Andrej Antonishak, uno dei capi della Guardia nazionale ucraina, in cui afferma che sul monte Karačun le truppe filogovernative usavano proprio i mortai tipo Vasilek. Nelle testimonianze di William Roguelon e Maksym Tolstoj, il civile che si trovava insieme al gruppo di Rocchelli durante il bombardamento, viene riportato che i colpi contro di loro impattavano sul terreno in rapida successione, cosa che confermerebbe la dichiarazione fatta dal disertore ucraino circa l'arma usata.
Costui accusa infine il suo superiore, il comandante Mychajlo Zabrods'kyj, di aver riconosciuto il gruppo di civili nei pressi della ferrovia e di aver dato loro l'ordine di sparare con l'artiglieria per eliminarli. Zabrods'kyj è un militare e deputato ucraino, membro del gruppo per le relazioni interparlamentari con la Repubblica Italiana. Durante lo svolgimento dell'inchiesta, i parenti dell'ex militare, che si trovano ancora in Ucraina, sarebbero stati avvicinati da uomini della polizia ucraina.

## Commemorazione di Andrea Rocchelli
Negli anni successivi all'omicidio del fotoreporter, il collettivo Cesura, di cui faceva parte Rocchelli, insieme ad associazioni come "Articolo 21, liberi di...", hanno organizzato incontri e dibattiti per commemorarlo, tra cui la mostra fotografica "Il Valore della Testimonianza" con i suoi lavori.
Dal 4 settembre al 4 ottobre 2014 a cura di Cesura, nell'ambito delle manifestazioni del premio Ilaria Alpi, la Repubblica di San Marino ha ospitato la mostra "Ukraina Revolution", lo sguardo di Andy Rocchelli sulla guerra in Ucraina e le città simbolo del conflitto Kiev e Sloviansk.
Nel 2018, il Comune di Pavia ha intitolato "Piazzetta Andrea Rocchelli (fotoreporter)" alla memoria del fotografo scomparso.
Nel 2022, l'Ordine dei giornalisti della Lombardia, ha consegnato ai genitori di Andrea Rocchelli la tessera alla memoria "ad honorem" per il figlio.
Nel 2024, il "Premio Morrione" per il giornalismo investigativo ha commemorato Andrea Rocchelli.